# Rhea (hold)
A Rhea (görög Ῥέᾱ) a Szaturnusz második legnagyobb holdja. Nevét a görög mitológia alakjáról, Rhea titánról kapta. A holdat 1672-ben Giovanni Domenico Cassini fedezte fel és nevezte el.

## Pályatulajdonságok
A Rhea a Szaturnusz legkülső, E jelű gyűrűjében, egy 527 040 km sugarú, közel kör alakú pályán (a Szaturnusz sugarának 8,75-szorosa) kering a bolygója körül, azt mintegy 4,52 földi nap (4 nap 12 óra 26 perc) alatt kerüli meg. Tengelyforgása kötött, így a Holdhoz hasonlóan a Rhea is mindig ugyanazt az oldalát mutatja a bolygója felé.

## Fizikai tulajdonságok

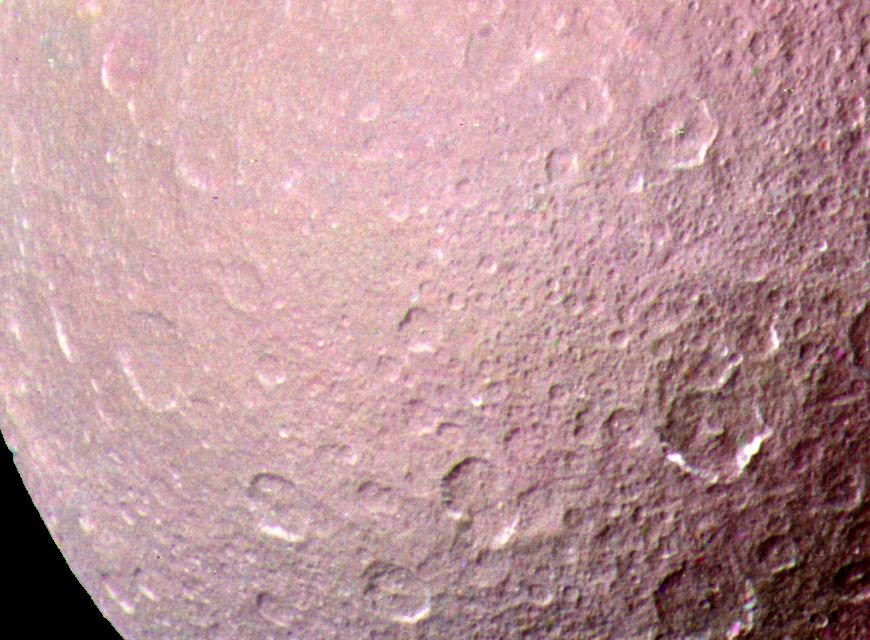
A Rhea

A Rhea jeges test, mintegy 1,233 g/cm³ sűrűséggel. Az alacsony sűrűségből arra lehet következtetni, hogy 25%-a kőzetekből (2,53 kg/m³), 75%-a pedig vízjégből (1000 kg/m³) épül fel. A Cassini-Huygens űrszonda 2005. november 25-én az 500 km-es magasságban történő átrepülése során megállapította, hogy a hold homogén belsővel rendelkezik. Légköre nincs. A Rhea felszíni hőmérséklete közvetlen napsugárzásnál -174 °C, árnyékban pedig -220 °C és -200 °C közötti. A gravitációs gyorsulás 0,264 m/s².
A Rhea kráterekkel sűrűn borított felszínű test, leginkább a Szaturnusz Dione nevű holdjára hasonlít. Felszíne a kráterek sűrűsége alapján két, földtanilag elkülönülő területre osztható: az egyik 40 km-nél nagyobb átmérőjű, míg a másik (az egyenlítői és poláris területek egyes részein) ennél kisebb kráterekkel borított. Ez azt sejteti, hogy egy fontos felszínformáló folyamat alakította a képződése során.
A hold Szaturnusz felé eső oldala kráterekkel sűrűn szabdalt, a másik oldalon világos formák hálózata figyelhető meg sötét alapon. Korábban úgy gondolták, ezek a hold korai történetében (amikor a magja még folyékony volt) a jégvulkánok által felszínre kilövellt anyagból épülnek fel. Azonban a Dione (melyen hasonló, de még kiugróbb vonalas formák figyelhetők meg) felszínével kapcsolatos kutatások nemrégiben megmutatták, hogy ezek a formák valójában jégszirtek, így valószínűsíthető, hogy a Rheán is ezek az alakzatok vannak jelen.
2006. január 17-én a Cassini űrszonda közeli elrepülése során a Rheáról az addigiaknál nagyobb felbontással és kisebb szögből készített képeket. Bár ezek tudományos kiértékelése még folyamatban van, a képek igazolják az állítást, hogy a hold felszínén lévő formák a Dionéhez hasonlóan jégszirtek.

## Fordítás
- Ez a szócikk részben vagy egészben  a   Rhea (moon) című angol Wikipédia-szócikk fordításán alapul.  Az eredeti cikk szerkesztőit annak laptörténete sorolja fel. Ez a jelzés csupán a megfogalmazás eredetét és a szerzői jogokat jelzi, nem szolgál a cikkben szereplő információk forrásmegjelöléseként.

## Lásd még
- A Szaturnusz holdjai

## Külső hivatkozások
- www.csillagaszat.hu
- A Rhea profilja a NASA portálján
- A Cassini-Huygens szonda honlapja a NASA portálján
- A Rhea angol nyelvű profilja a The Planetary Society honlapján
- Képek a Rheáról